# 八度空间 (马来西亚电视台)
八度空间（英語：8TV）是马来西亚的中文电视频道。前身名为在1995年7月1日开播，为了第一个全国大马第一个综合娱乐频道马来语时段播出。1999年11月1日，与结业或者永久停播，在2004年1月8日以如今名称再次举行正式开播仪式。目前，八度空间已在吉隆坡孟沙（Balai Berita）广播中心经营，也与TV3同属首要媒体。八度空间与TV3、NTV7（现名DidikTV KPM）、TV9是姐妹电视台。目前，八度空间由特高频（UHF）系统放送播出。本地电视台在雪隆区的超高频道是25频道。此外，八度空间也可透过卫星电视Astro和NJOI148频道收看以及数码地面电视MYTV和宽带电视IPTV Unifi TV高清108频道收看，每周7天播放24小时的全日同步广播。
2021年5月4日起，八度空间在"测试卡"结束后的凌晨时间转播电台Eight FM的节目。2021年8月2日起，随著One FM品牌升级为8FM，2023年8月1日起，8FM名牌为改名英文为Eight FM，首要媒体旗下华语媒体部门（八度空间、Eight FM）全面实现跨平台资源互通。

## 历史

### MetroVision时期
1989年8月公布了第四个频道或电视台的计划。它被定为“TV4”，计划于1990年1月推出，最初的覆盖范围仅限于巴生谷。其申请人之一Melewar Group Berhad表示，该频道将播放娱乐和体育节目。新频道旨在成为“迈向家庭娱乐来源多样化的又一步”。然而，该计划在下个月被取消，因为政府认为现有的电视频道足以满足该国的“当前需求”。
第四电视的成立于1991年9月获得内阁批准，预计将于1992年1月在巴生谷开始传输。
该计划于1992年1月重新启动，申请期从同年9月开始。申请人之一是Utusan Group-当时Utusan Malaysia的母公司——如果获得许可证，它的目标是成立一家独立的公司，并在雪兰莪州Mukim Batu的自己的土地上拥有其工作室。其他申请人包括拥有有线电视广播电台的Rediffusion Cable Network Sdn Bhd（丽的呼声有线网私人有限公司），以及回归的Melewar Group。
1992年5月，时任信息部政务次长的福兹·阿卜杜勒·拉赫曼（Fauzi Abdul Rahman）在议会大厦表示，TV4可能会在1993年初成立，并将在1992年6月之前获得招标，但它被推迟到8月才开始播出。
1993年6月，该许可证被授予由四家公司组成的财团，其中包括The Utusan Group，计划于1994年推出，但后来推迟到1995年1月，最终推迟到2月18日。1994年12月，城市电视台私人有限公司申请了广播许可证，等待新闻部的批准。到1995年1月底，许可证已经最终确定。
业主在新频道上投资了4500万令吉，其中3000万令吉用于频道的运营。他们还计划根据其许可证的要求，逐步将马来语节目的比例提高到60%。1995年2月，由于从日本发货的馈线电缆损坏，MetroVision推迟了其节目传输，并将其重新安排在3月中旬。1995年5月23日宣布该频道将于1995年第三季度开始全面广播。该频道表示，它在开始广播之前遵守了政府制定的指导方针。

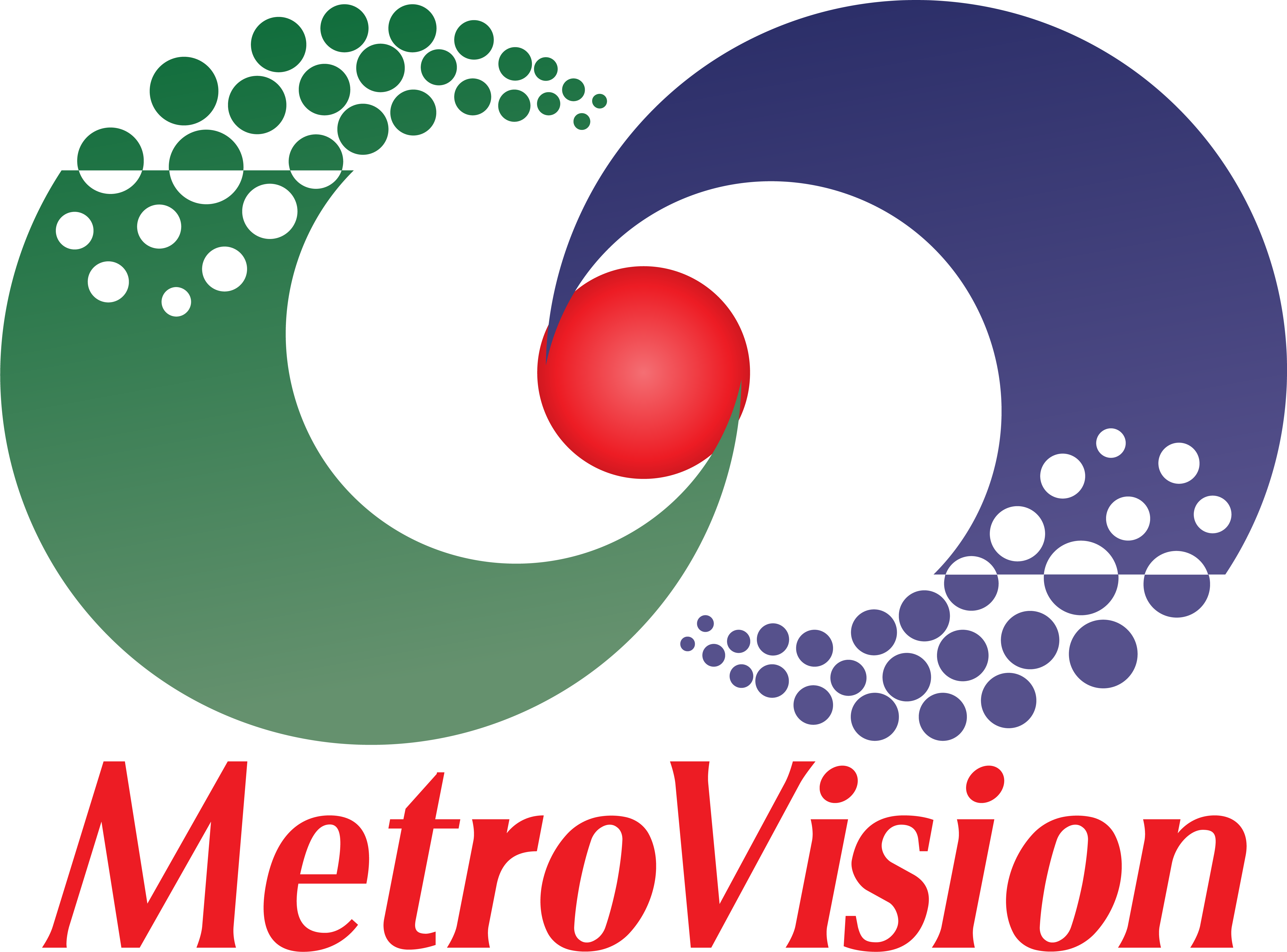
MetroVision前台微（1995年7月1日-1999年11月1日）

MetroVision于1995年7月1日下午6：30开始广播，并于1995年9月18日在太子世界贸易中心正式启动。它由城市电视台管理，最终更名为大都会电视台，该公司由丹斯里东姑阿都拉拥有，丹斯里东姑阿卜杜拉是Melewar集团有限公司的一部分，也是森美兰王室的成员。其他股东包括Utusan Group、第九媒体（前身为Medanmas）和Diversified Systems，后者由Tan Sri Kamarul Ariffin拥有和控制。它的工作室位于雪兰莪州莎阿南的梳邦高科技工业园。MetroVision在UHF频道27上从Gunung Ulu Kali（靠近云顶高原）传输。它的信号半径为50公里，覆盖了巴生谷以及芙蓉和万挠的部分地区，最远到达丹绒加让和芙蓉。其目标市场是“来自城市中上层双收入家庭的15至39岁，他们的英语理解能力很强”。
1995年9月，MetroVision提议开始24小时广播并使用英语作为其广播媒体，但该提议被政府拒绝。1995年10月12日，MetroVision 成为世界上第一个引入交互式电视的公司，以电话测验的形式呈现。该服务由Articulate Interactive Sdn Bhd提供，电话系统由Audiotel Sdn Bhd提供。
1995年10月，MetroVision将台湾电视剧《包青天》停播一周，促使政府修改了审查委员会条例和广播道德准则，允许“古装剧”播出。该剧集被JV Media Sales Sdn Bhd收购。
到1996年，MetroVision的节目7%是外国的，它的黄金时段节目主要用英语和中文。Nickelodeon节目在周六和周日早上播出。该电视台有75名员工。
MetroVision的节目安排存在问题，由于引入了分级系统，过去在下午播出的The Bold and the Beautiful不得不移至深夜播出。
到1996年底，MetroVision被出售给新所有者。1997年2月，Melewar Group证实已剥离其在MetroVision的股权。同年7月，信息部命令MetroVision和TV3将其发射机搬迁到吉隆坡塔。从1998年初开始，MetroVision在其传输中引入了双音频通道。1998年6月晚些时候，MetroVision获得了政府的批准，可以在全国范围内广播，但没有为此做好准备，理由是“由于经济衰退导致广告收入减少”。1998年8月，该频道推出了其官方网站，该网站仅在关闭之前一直保持活跃。MetroVision还计划将其广播传输扩展到巴生谷之外。

### 停播和尝试复兴
由于亚洲金融危机以及来自其他频道和付费电视运营商（如Astro、Mega TV和NTV7）的竞争，MetroVision于1999年11月1日停播。运营商承诺在所谓的“信号升级”后于2000年3月重新启动该频道，但这并未实现。MetroVision停播后，其员工和人物都搬到了不同的媒体公司。
2001年3月，MetroVision（当时暂定为8频道）被Arab-Malaysian Corporation Berhad收购，该公司由Tan Sri Azman Hashim拥有和控制。该公司还拥有Radio Rediffusion Malaysia，并计划以新名称Redi8运营这个休眠电视台10年。
2002年，Pengurusan Danaharta Nasional宣布已获得MetroVision的控制权，但后来退出了该计划。The Star的母公司星报媒体集团拒绝了收购MetroVision的提议，称没有讨论购买该频道的计划。
2003年，新成立的首要媒体宣布打算收购MetroVision，认为它可以“主导广播行业”。该企业集团还与运营商的特别管理员就恢复该频道的可能性进行了谈判，将其定位为其业务运营中的“重要组成部分”。2003年10月24日，作为首要媒体重新启动MetroVision计划的一部分，8TV八度空间这个名字向公众公布。

### 更名为8TV八度空间
2004年1月8日，MetroVision在其运营公司 Metropolitan TV（都会电视有限公司）（前名：City Television）下重新推出并更名为8TV八度空间，该公司于2003年被首要媒体收购。最初，该频道混合了中文、马来语和英语内容。纵观其历史，随着越来越多的内容被添加到频道的播出时间表中，内容逐渐转向以中文节目为主。普通话现在在其所有新闻广播中使用，尽管该频道早年也有一个短命的马来语新闻广播。
2007年9月6日，八度空间及其姊妹频道TV3、NTV7和TV9可供在线观看首要媒体新推出的流媒体服务Catch-Up TV，后来更名为Tonton。
2024年10月15日，首要媒体集团于宣布，其所有电视网络（包括八度空间）的新闻业务将从2024年10月21日开始在该公司的吉隆坡孟沙Balai Berita播出，此前该电视网络在雪兰莪八打灵再也万达镇Sri Pentas运营了二十多年。

## 节目详情
八度空间节目时段分成两个部分，华语节目时段及英语节目时段。 华语节目时段网罗来自馬、新、中、港、台、日、韓的电视节目，以各年龄的华裔观众为目标，英文节目时段则提供来自英国、美国、马来西亚和新加坡本地的英语和马来语节目以面向城市居住的青少年观众。华语节目时段占广播时间96%，英语节目则占4%。
目前八度空间播出的华语电视剧、外购片华语皆附有华语字幕，韩国电视剧注简体中文字幕。
2016年4月1日，我们实施了节目改期，几乎所有的中文节目都在周六至周二播出，而英语节目则保留了通常的时间段，在周三至周五。然而，到2017年6月，该频道只播出了一个英语节目，每周五播出。
2016年4月1日，购物节目WowShop正时开播，八度空间广播时间为每日早上6点至凌晨2点45分，总计20小时45分钟。
马来西亚标准时间2018年3月5日（农历戊戌正月十八）早上6点，八度空间全面改革为全华语电视频道，ntv7的部分华语节目同时搬入八度空间播出，ntv7华语新闻和香港无线电视的港剧（《我最爱TVB》时段）则继续保留在ntv7播出。八度空间华语节目时段占广播时间100%。八度空间全面改革为马来西亚首个华语电视台。同时，八度空间广播时间为每日早上6点至凌晨3点，总计21小时。
2018年6月1日，ntv7取消了每逢星期一至三晚上11点30分播出的TVB中文剧时段。
2018年6月9日，原本将接档港剧《火线下的江湖大佬》的《殭》会在每逢星期六至日，晚上7点整新增的「我最爱TVB」华语时段播出。
马来西亚标准时间2019年10月31日，模拟电视正在停播，继续数码电视MYTV，八度空间全面改革为全马来西亚首个华语数码地面电视台。
2020年6月8日，《八度空间华语新闻》时间、主播以及新闻主播为每日晚上8点至9点，总计1小时新闻、双主播以及13位。2020年6月7日，《ntv7华语新闻》永久停播。
2020年11月1日，八度空间广播时间为每日早上6点至凌晨4点，总计22小时。同时，100%全所有华语节目则改为集中在八度空间全面改革为全华语电视频道，ntv7的全体所有华语节目同时搬入八度空间播出。
大年初一，2021年2月12日，八度空间标清电视转为高清电视，就在MYTV频道108继续收看八度空间全面改革为全是马来西亚首个华语高清电视台也是马来西亚首个华语高清数码电视台。
2021年5月4日凌晨1点30分，八度空间播出时间改为全天候24小时播放。八度空间开始24小时和7天播出的凌晨时间转播Eight FM的节目，与TV3和TV9同步24小时和7天播出该时间时段，所有华语节目则集中在八度空间播出。
2024年1月8日，八度空间正式迎来开台20周年的大日子，为隆重其事，今晚在八打灵再也喜来登酒店，举行一场盛大的周年庆典晚宴，首要媒体集团管理层、电视台全体成员、商业合作伙伴、各大节目赞助商以及近百位艺人齐聚一堂，共同庆贺这个重要时刻。在活动上，八度空间也提前预告了今年的重点项目，计划与台湾电视台、新加坡制作公司等展开合作，共同打造更多跨国合作节目。继《综艺玩很大》之后，八度空间将再次与三立电视携手合作，为综艺节目《我们这一摊》打造全新企划。《我们这一摊》由王彩桦、胡宇威和夏和熙担任主持人，他们前往不同特色的夜市摆摊，透过镜头纪录三人在竞争激烈的夜市中，找到“我们这一摊”的完美方程式，创造最佳营业额。此外，八度空间还计划与新加坡制作公司合作，共同制作一部全新电视剧。至于本地原创节目方面，今年将推出《好声Family》第五季、《最好的我们》第二季和《女行出游》第三季，预计今年下半年与观众见面。

## 自製内容

### 中文综艺节目

#### 固定节目
- 八度空间华语新闻：马来西亚收视率第一华语新闻节目。
  - 八度空间早晨新闻：（前名：八度早新闻）在早上9点30分半至早上9点45分播报海内外的15分钟华语新闻。
  - 八度空间午间新闻：在中午12点30分半至下午1点播报海内外的30分钟华语新闻。
  - 八度空间华语新闻：在晚上8点至晚上9点播报海内外的一小时华语新闻，以双主播播報。
- 活力加油站：（前名：活力早晨）自2013年12月23日开播的日子，原在NTV7播出的华语休闲资讯节目，从2018年1月1日至今，（每逢星期一至五，下午5点30分）更改到八度空间播出。
- 八八六十事: 自2004年1月8日開播起，全馬首個华语娛樂新聞現場直播節目。每逢星期一至五，傍晚6点30分至晚上7点播出。
- 好吃！：走遍全马各地之天下，介绍马来西亚不同各色的美食佳肴。

#### 时事资讯节目
- 财经十四行 ：财经时事资讯节目。
- 一周拾谈 ：记录片和访问时事资讯节目。

#### 公益节目
- JASMINE爱行动 第一季：八度空间全新节目——《JASMINE爱行动》，郑瑞钥、陈嘉荣、王菁忆、秦雯彬、苏进川和萧心韵将走访社区，与正面临艰难的人们会面，聆听他们的故事，协助他们的生活需求。透过爱行动，我们将一起探讨多种主题，如：贫困、疾病、残疾、儿童先天性疾病、意外等等。《JASMINE爱行动》是一档公益节目，配合这个节目，八度空间也成立了 《爱行动慈善基金》，希望通过这个节目民众可以一同协助捐款将爱散发。[11]
- JASMINE爱行动 第二季：本季特别邀请两位新主持人叶剑锋与陈薇薇的加入，他们将与郑瑞钥、陈嘉荣、王菁忆、秦雯彬、苏进川和萧心韵组成八人的爱心团队，带领观众穿梭于马来西亚各地，深入探索社会中那些不为人知的温情故事。《JASMINE爱行动》第二季的节目内容进一步扩展，涵盖贫困群体援助、残疾人士权益、儿童重大疾病关注和社会关怀等主题，特别是在罕见疾病这一鲜少被深入探讨的领域，展开更深入的剖析与关怀。每一集节目不仅呈现被访者的真实生活，还穿插来自专业领域人士的独到见解——包括社会学家、志愿者和医疗专家的分析，帮助观众从多个层面理解这些议题，深化对相关社会问题的认知。此外，本季节目也把爱升级，首次开放让观众投稿自身或身边人的案例。制作团队将用心筛选并把案例拍摄成节目内容，与观众一同献上关怀见证爱的力量。

#### 纪录片
- 启航：上一代人的故事，下一代人的感动；追溯昔日华人南迁事迹，分享今日华人非凡成就。
- 小心有诈：是本地首创防「骗」节目，旨在用真人真事来做反面教材，以提高公众对各类骗局的意识和警惕。
- 开启健康之门
- 女行出游：是本地旅游节目，每个艺人也马来西亚和跨国联合出游回忆。
- 回味大马：与大马美食纪录片节目。
- 新村之后：与回忆大马美食纪录片节目，由陈泽耀主持。

#### 综艺类
- 好声Family： 自2020年开播以来，《好声Family》一直秉持传递亲情力量的理念，通过歌声为参赛家庭创造了许多美好的亲子回忆，并发掘了不少优秀的民间歌手。节目备受观众关注和热议，连续四季蝉联晚间黄金时段的收视冠军，因此享有“全马最受欢迎的亲子真人秀节目”的美誉。
- 一曲订情：联谊歌唱节目。
- 我的主场秀：选秀节目，打造全方位新星。
- 最好的我们 : 全新音乐综艺节目，由小玉和魏少泷主持。目前2024年10月20日推出最新第二季播出校园音乐会。
- 综艺玩很大： 由台湾三立电视和中国电视联合制作，跨国游戏节目。
- 回家·在出发：《回家•再出发》将带领观众感受艺人们的真实情感。通过一段又一段感人至深的旅程，观众可以聆听艺人们深情讲述关于亲情、友情和师长情的故事。从他们小时候在家乡的点滴回忆，到成长过程中遇到的挫折与欢笑，每一个故事都蕴含着丰富的情感和人生智慧。父母的悉心教导、朋友的支持与让我们一同随着二十位艺人的脚步，回到他们的家乡，见证他们的成长与蜕变，一起《回家•再出发》！[12]
- 我們這一攤 第二季： 由台湾三立电视和中华电视联合制作，跨国美食夜市贩攤节目。
- 茜拉音乐汇 ：茜拉在马来西亚的首个音乐大师班这是一个融合了娱乐、希望、爱与和谐于一体的真人秀音乐节目。
- 老板不下班

#### 节日特备节目
- 首要媒体新春推介礼：八度空间新春开幕推介礼特备节目。
- 冬至圆：2012年冬至特备节目。
- 眉飞蛇舞FUN转除夕 ：2013年新春特备节目。
- 蛇全十美耀癸巳：2013年新春特备节目。
- 春之和风：2013年新春旅游特备节目。
- 娱乐大斗法：2013年新春贺岁短剧。
- 澳门疯狂闹新春：2013年新春游戏节目。
- 春节雪乡游：2013年新春旅游特备节目。
- 慎终追远：2013年清明节特备节目。
- 够胆你就来2013年劳动节特备节目。
- 超群出粽：2013年端午节特备节目。
- 万马奔腾Fun转除夕：2014年新年特备外景游戏节目。
- 马到成功炫甲午：2014年新年特备节目。
- 欧洲行心体验：2014年旅游特备节目。
- 开心一家过新年：2014年新年特备节目。
- 皇朝食代新春特备：2014年新年特备旅游美食节目。
- 新疆一绝手艺：2014年新年特备旅游节目。
- 冬至圆之泰华传统情：2014年冬至特备节目。
- 新春厨神争霸战：2015年新春特备节目。
- 酷说贺岁片：2015年新春特备节目。
- 香港疯狂闹新春：2015年新春特备节目。
- 羊洋得意庆乙未：2015年新春特备节目。
- 万里走黄河：2015年新春特备节目。
- 清明节特备之潮州人祭祖：2015年清明节特备节目。
- 端午节特备之粽情粽意：2015年端午节特备节目。
- 新月在神州2015：2015年开斋节特备节目。
- 冬至圆之港人村宴：2015年冬至特备节目。
- 我的全家福：2016年新春贺岁短剧。
- 看我72变：2016年纪实新年特备节目。
- 灵猴报喜迎丙申：2016年新年特备旅游节目。
- 曼谷疯狂闹新春：2016年新年特备旅游节目。
- 香港疯狂闹新春：2016年新年特备旅游节目。
- 探索丹州：2016年开斋节特备节目。
- 小舞狮：2017年新春贺岁短剧。
- 昆士兰疯狂闹新春：2017年新春特备节目。
- 加尔各答疯狂闹新春：2018年新春特备节目。
- 祥犬迎新庆戊戌：2018年新春特备节目。
- 新春猎食旺得福：2018年新春特备节目。
- 小幸福：2018年新春贺岁短剧。
- 欢乐满堂：由Martin甄文达主持的2018年新春美食烹饪特备节目。
- 我的马来西亚：马来西亚成立日特备节目。
- 丰以足食己亥年：2019年新春特备节目。
- 厨神驾到：2019年新春特备节目。
- 比手画脚炒什么？：2020年新春特备节目。
- 鼠一数二：2020年新春特备节目。
- 金鼠报喜阖家欢：2020年新春特备节目。
- 好声Family 最会唱家族贺新年：2021年新春特备节目。
- 牛转乾坤辛丑年：2021年新春特备节目。
- 盛发18点亮台庆：2022年八度空间18周年特备现场直播节目。
- 八八六十事 特备节目: 野餐音乐会：2022年特备节目。
- 虎助虎爱壬寅年：2022年新春特备节目。
- 虎助虎爱庆团圆：2022年新春特备节目。
- 幸福年菜斗厨艺：2022年新春特备节目。
- 新春Fun起来 第一季： 2023年新春游戏特备节目。
- 新年来煮Fun ：2023年新春特备节目。
- 帮你行好运 第一季：2023年新春特备节目。
- 兔然好运到：2023年新春特备节目。
- 活力满分大团圆：2023年新春特备节目。
- 新春Fun起来 第二季：2024年新春游戏特备节目。
- 帮你行好运 第二季：2023年新春特备节目。
- 甲辰2024 龙行天下：2024年新春特备节目。
- 龙腾凤舞庆团圆 Happy龙龙Time：2024年新春特备节目。
- 新春Fun起来 第三季：2025年新春游戏特备节目。
- 帮你行好运 第三季：2025年新春特备节目。
- 新春大计：2025年新春特备节目。
- 蛇全蛇美庆团圆：2025年新春特备节目。
- 八度空间 CUCKOO 最霸娱乐盛典: 八度空间和CUCKOO联合主办马来西亚中文娱乐圈即将迎来一项标志性盛事！全马收视率第一的中文电视频道八度空间今日正式推介全新重量级颁奖典礼 —《八度空间 CUCKOO 最霸娱乐盛典》，全面表扬影视、音乐、综艺与新媒体领域中具代表性且影响力广泛的艺人、内容创作者与作品，为本地中文娱乐圈打造专属的荣耀殿堂。最霸娱乐盛典力挺每一份才华，点亮每一道星光，含义与定位：Starfluencer 是由“Star”（明星）和“Influence”（影响力）组合而成，强调的是那些不仅有才华，还能在文化、时尚和社会上产生重大影响的个人和作品。2025年8月8日星期五晚上9点现场直播。

#### 联合歌唱节目
- 看见你的声音（马来西亚）：与韩国Mnet购买“看见你的声音”版权，制作的马来西亚中文版节目。目前2018年8月19日推出最新第二季。

#### 购物节目
- WowShop：2016年4月1日开播时，全新全马中文购物平台节目。

#### 已停播
- 传媒透视：自2004年1月8日開播时事，国际，国内，体育和重要新闻。2006年1月9日起，传媒透视停播改八度空间华语新闻开播日子。
- 爱自遊：旅游节目。
- 夏娃记事本: 休闲资讯节目。
- 万中选一：综艺选秀节目。
- 橫行8道 : 探险旅游节目，目前制作到第11季 (2017年)。
- 夏日8°演唱會：自2005年開始八度空間每一年都會主辦（夏日8°演唱會）以感謝觀眾的支持，所有的來賓都來自馬、新、中、港、台歌手。
- 籍宝乡：纪录片，资讯节目。
- 絕對Superstar: 由新加坡新传媒私人有限公司联合制作，歌唱真人秀节目。
- 我要做Model：模特儿真人秀节目。
- 奇聞大搜查
- 貳叁零之役：遊戲節目中每一集將會有四位參賽者迎戰以數學與數字問題為主的挑戰。
- 翻滾GO好玩：为真人秀
- 終極天團：全馬首創以團體方式主辦的歌星選拔賽。
- 愛在首爾：张栋梁去首尔的故事
- 大城曉事：大城曉事要帶大家看的並不是什麼時事大事，而是一些在生活上一定會使用的物件。
- 凡事兩極化：顛覆成見杜絕盲點。
- 美食型男：最色香味俱全的美食真人秀。
- 瘋狂之旅：最不按牌理出牌的旅遊節目。
- 終極天王：全新製作以個人或團體方式的歌唱真人秀節目。
- 憶厲王：考记性的游戏节目。
- 动起来! Move It!：关于运动的节目。
- 非常好声：关于音乐的选秀节目。
- 非常好歌 :大马第一个以发掘词曲创作人为宗旨、为本地娱乐圈增添新血为出发点的电视真人秀。
- 型男美食游：由吴家润主持的烹饪美食节目。
- 美食星厨：烹饪美食真人秀节目。
- 跨世纪：旅游探险节目。
- 奪寶先鋒：外景游戏节目。
- 城事周看：周日早晨资讯节目。
- 民知故闻：介绍华人传统纪录片。
- 游马玩乐：综艺外景节目。
- 女王100FUN：娱乐外景节目。
- 皇朝食代：主力介绍马来西亚三大民族的宫廷美食，制作队也远赴中国搜罗皇室料理。
- 有球必应：6集的杂志性节目《有球必应》将透过不同的主题，由浅入深地与观众分享足球大小事。
- 环球透视：NTV7招牌华语时事节目，从2018年4月30日起，星期一至四，晚上11时30分，转至八度空间复播。
- 時代達人：为大马观众提供有关更多时尚的新资讯。
- 世通八達：资讯、美食、健康、时尚等等现场直播节目。
- 了不起的Z世代 ：全新少年实况真人秀，让少年们体验各种职业以及突发状况，学习新的知识以及自我挑战。
- 回家：由小玉和卓衍豪一起主持的旅游节目。
- 学霸：由八度空间主办、教育部认证、马来西亚全国校长职工会协办、Bio-Green协力赞助的全国华文小学时事常识节目。
- Durian Kaya Teh Tarik：为户外游戏节目，节目主要秉持着贴近群众、与民同乐的理念，特地到访全马不同地区进行拍摄，每集邀请不同的嘉宾上节目，和群众互动玩玩游戏并大派奖金奖品。
- 环岛8：八度空间踏入第10个年头，配合年度主题“迈入十载，回归自然，绽放绿彩” 提倡环保响应绿色发展，诚意制作的大马首个环保纪实节目。
- 菁英领航：是一个集合市场菁英或成功企业家的平台，同时也是一个创业成功之道的学习平台。
- 同心•同在：马来西亚休闲资讯节目。
- 谨训：教导观众应如何提高警惕和应变能力。节目中呈现的火患逃生、交通安全、飞安知识、触电急救、天灾报名、溺水救援、水患戒备、攫夺防范等等课题。
- 拼凑记忆：由李诗斌、陈丽亭和李欣怡分成三条线一起出发到全马，带观众踏上时光之旅，回味童年回忆、学生时代、老行业、建筑和节庆等的历史痕迹及回忆。
- 精舞盟
- 觅秘之境：跨州旅游与环境节目。
- 在地YoungYoung好：跨州旅游节目、由叶剑锋主持。
- 123 Go Macau

### 中文電視劇、電視電影和電影
| 首播   | 电视剧                                | 领衔主演 |
| 2007年 | 星空                                  | 云镁鑫、黄俊源、叶俊岑、林冰冰、李吉汉                                                                                       |
| 2008年 | 聲空感應                              | 曾宏辉、陈峰、张智成、李洺中、謝佳見、童冰玉                                                                                 |
| 2008年 | 眉飛色舞                              | 许俾文（許亮宇）、叶朝明、萧佩莹、许迪彦、梁佑诚                                                                             |
| 2009年 | 樂語思情                              | 陈慧恬、陈嘉健、陈易瑄、陈彩蓉、黄俊杰                                                                                       |
| 2009年 | 咖啡戀人館                            | 林豪俊、吴佩其、黄浚源、谢承伟                                                                                               |
| 2009年 | 稽查專用                              | 林宇中、童冰玉、何志建、陈峰、叶俊岑、王骏、王淑君                                                                           |
| 2010年 | 一心憶意                              | 金沛晟，陈乐瑄，曾玟玮，伍洪升，姚懿珊                                                                                       |
| 2010年 | 聲空感應2                             | 谢承伟、童冰玉、李洺中、黄明慧、张智成、許亮宇、罗忆诗、高艺、王冠逸、陈凯旋、李承运、徐慧華、謝佳見                         |
| 2011年 | 追影·筑梦（七周年台庆剧）             | 許亮宇、王冠逸、童冰玉、楊雁雁、林一心、徐慧華                                                                               |
| 2011年 | 稽查专用2                             | 林宇中、童冰玉、何志建、陈峰、許亮宇、王淑君                                                                                 |
| 2011年 | 天幕迷情                              | 李晨浩、许雅慧、赖力豪、萧佩莹、王冠逸                                                                                       |
| 2012年 | 鼓舞（八周年台庆剧）                  | 許亮宇、罗忆诗、何志健、绰琦、邓冠圣、姚蕙敏                                                                                 |
| 2013年 | 潜入蓝中篮                            | 許穎東（許光漢）、胡佳嬑、帅羽、谢承伟、林志桀、李诗斌                                                                       |
| 2013年 | 少年包青天                            | 陈浩严、练倩妏、黎明（拿督黎桂润）、林奕廷、叶俊岑、陈慧恬、温胜光、陈逸豪、陈美君、陈立谦                                   |
| 2013年 | 1块2的幸福（十周年台庆剧）            | 謝佳見、蔡佩璇、陈慧恬、森竣、林奕廷、陈鸿、林凯丰、唐纬颜、陈峰、叶俊岑                                                     |
| 2014年 | 特别行动–底线                         | 叶良财、张耀栋、赖力豪、温力铭、陈美君、温绍平、叶俊岑、陈沛兴                                                               |
| 2014年 | 凌晨3点3                              | 陈峰、张顺源、罗忆诗、释福如、許亮宇 、王竣、吴维彬、陈美君、温力铭、蔡河立、徐慧华、黄明慧、陈凯旋、陈子颖                  |
| 2015年 | 最佳難主角                            | 陈泽耀、陈慧恬、帅羽、谢承伟、森竣、林国伟、颜小丹                                                                           |
| 2015年 | 幸福专卖店（十二周年台庆剧）          | 吴俐璇、王淑君、张惠虹、庄可比、辛伟廉、李伟燊、杜尉纶、张孳玜、洪子涵、萧丽玲                                               |
| 2016年 | 當拳頭遇上枕頭                        | 許亮宇、云镁鑫、吕志勤、刘倩妏、叶俊岑                                                                                       |
| 2016年 | 回盼                                  | 谢承伟、林家冰、陈泽耀、林国伟、萧丽玲、杜慰纶、王柔霖、林奕廷、陈沛兴                                                       |
| 2017年 | 逆光成长                              | 陈子颖、罗冠兰、盛天俊、梁韶哲、庄惟翔、王骏、吴胤婷                                                                         |
| 2017年 | 美丽新世界之宠物                      | 陈泽耀、陈子颖、林绿、黄国翔、Jo Kukathas                                                                                    |
| 2018年 | 小陈医生（十四周年台庆剧）            | 陈泽耀、蔡昕乐、张熙恩、吴天瑜                                                                                               |
| 2018年 | 春天花啦啦！（贺岁歌舞剧）            | 朱浩仁、陈子颖、盛天俊、谢承伟、陈俐杏、梁祖仪、萧丽玲、陈慧恬、郭晓东、吕爱琼、叶俊岑、小玉、黄玮瑄、陈沛江、甘家旗、陈薇芝 |
| 2018年 | 爱屋吉屋                              | 郭晓东、陈慧恬、谢承伟、李伟燊、张熙恩、萧丽玲、温绍平、童欣、昕乐、杜尉纶                                                   |
| 2018年 | 假面II                                | 庄仲维、吴俐璇、吕爱琼、吕志勤、陈子颖、黄启铭                                                                               |
| 2018年 | 娘惹相思格                            | 吴俐璇、江家荣、林宇中、李洺中、林绿、陈意遐、林佩琦、萧依婷、李承运、志祥、张咏华、刘益行、释福如                           |
| 2018年 | 我的非一般岳母                        | 陈子颖、庄可比、林绿、张熙恩、林奕廷、萧丽玲、吕爱琼、盛天俊、吴胤婷、志祥、刘益行、洪紫涵                                   |
| 2019年 | 开餐吧！吃货小妹（贺岁剧）            | 陈俐杏、盛天俊、许亮宇、高艺、叶良财、温绍平、张咏华、林奕廷、韩依婷、谢承伟、小玉                                           |
| 2019年 | 守百年之约                            | 陈子颖、盛天俊、庄可比、原腾、罗励勤、释福如、陈美君、温绍平、林奕廷、陈沛江                                                 |
| 2019年 | 逆行者                                | 李洺中、梁祖仪、陈俐杏、李伟燊、朱浩仁、谢承伟、萧丽玲、陈立扬、郭秀文、盛天俊                                               |
| 2019年 | 当时明月在（国庆日特备电视电影）      | 林奕廷、张顺源 、Jasmine Suraya Chin、Azizah Mahzan、Yuna Rahim                                                              |
| 2020年 | 花式告白食分（迷你电视剧）            | 盛天俊、陈俐杏、张惠虹、黄启铭、林绿、陈子颖                                                                                 |
| 2020年 | 春天花花花啦啦！（贺岁剧）            | 陈慧恬、陈子颖、盛天俊、陈沛江、庄可比、原腾、王竣、谢承伟、吕爱琼、王骏、小玉                                               |
| 2020年 | 做个好心人（贺岁电视电影）            | 許亮宇、梁祖仪、林奕廷 、张顺源 、陈俐杏 、张熙恩 、张咏华                                                                   |
| 2020年 | 师出名门                              | 庄惟翔、林绿、李伟燊、谢承伟、张熙恩、萧丽玲、林佩琦、吴胤婷、小玉、吕爱琼、叶俊岑                                           |
| 2020年 | 那年烟花灿烂时                        | 李伟燊、周雪婷、原腾、萧丽玲、郭秀文、庄可比、赖宏恩、林奕廷、张咏华、释福如、陈沛江                                         |
| 2021年 | 附赠的假期（贺岁电视电影）            | 叶俊岑、秦雯彬、温绍平、周雪婷                                                                                               |
| 2021年 | 特派幸福（迷你电视剧）                | 谢承伟、陈慧恬、许亮宇、林绿                                                                                                 |
| 2021年 | 爱的约定（贺岁剧）                    | 盛天俊、陈子颖、陈俐杏 |
| 2021年 | 终于找到你                            | 陈慧恬、谢承伟、林绿、蔡子、张熙恩、白雪沂                                                                                   |
| 2022年 | 幸福送上门（迷你电视剧）              | 原腾、周雪婷、张顺源、王駿、赖宏恩、朱宇捷、黄侯升                                                                           |
| 2022年 | 恭喜发财（贺岁剧）                    | 森竣、陈子颖、盛天俊、李伟森、陈慧恬                                                                                         |
| 2022年 | 心想事成（贺岁电视电影）              | 蔡常勇、陈美娥、许亮宇、温舒森                                                                                               |
| 2022年 | 三个千金一女婿（迷你电视剧）          | 盛天俊、苏凯漩、陈慧恬、吕爱琼、曾谊雯、张咏华、蔡子、郭茵茵                                                                 |
| 2023年 | 幸福大件事（贺岁剧）                  | 曾洁钰、李伟燊、张振宁、萧丽玲、朱畯丞、罗辰昱、陈沛江                                                                       |
| 2023年 | 反转午夜自助洗衣店（Tonton Original） | 陈泽耀、许亮宇、陈俐杏、温绍平、萧丽玲、沈展宁、刘雨妮                                                                       |
| 2023年 | 女神请登录                            | 吴俐璇、曾洁钰、许亮宇、张顺源、安映霏、黄明慧、周雪婷、黄诗琦、庄群施、谢承伟、连志康、赵胜隆                               |
| 2023年 | 午夜自助洗衣店（电视电影）            | 张栋梁、陈泽耀、苏湘庭、米淇、苏凯漩、黄健彬                                                                                 |
| 2024年 | 抛柑联盟（迷你电视剧）                | 盛天俊、萧丽玲、陈慧恬、谢承伟、陈美君、蔡子、陈沛江、陈蜿蓁、杨振宁、曾家谊                                                 |
| 2024年 | 明星真人秀（贺岁剧）                  | 陈子颖、庄群施、萧心韵、萧孝杰、刘家成、邓绣金、曾宏挥、韩伊婷、李一、梁书造                                                 |
| 2024年 | 包你好运（贺岁电视电影）              | 刘界辉、张咏华、许秀青、李伟燊、唐纬颜、朱健美、李浩菖、谢莹莹                                                               |
| 2024年 | 龙妈精神（贺岁电视电影）              | 温绍平、王爱玲、秦雯彬、林奕廷、释福如、黎艳琼、罗励勤、小喵、吕爱琼、庄雪梅、陈美婷、黄翠凤、陈薇之                         |
| 2025年 | 五比精灵（迷你电视剧）                | 蔡静萱、黄诗琦、曾谊雯、彭诩越、陈松宁                                                                                       |
| 2025年 | 明星真人秀2（贺岁剧）                 | 陈子颖、萧心韵、萧孝杰、邓绣金、曾宏挥、韩伊婷、郭晓东、冯伟佺                                                               |

## 特征
八度空间针对年轻人，以“一站双台”为理念，第一期播出为中文为主的节目时段，第二期为以英语为主的节目时段。广播的另外三分之一部分包括互动短信游戏以及英语、马来语和中文的音乐视频。
其口号We’re different象征着八度空间的使命，即提供各种以年轻人、城市居民和华人为目标受众的热门电视剧、电视电影和电影。

## 批评和争议
2004年，在2004年欧洲杯期间，据称八度空间播放了酒类制造商的广告Carlsberg，足球转播的赞助商。因此，马来西亚通讯及多媒体委员会（MCMC）根据1998年通讯及多媒体法令第242条的规定，对八度空间处以5千令吉的罚款。
2008年1月13日，在其成立4周年之际，创作歌手Faizal Tahir在现场直播中脱掉了衬衫，露出了自己的胸部。1月19日，MCMC宣布，从2008年1月15日起，暂停八度空间的直播和延迟娱乐节目三个月。
同年10月，MCMC对八度空间采取行动，立即暂停其聊天服务。这一行动是在发现该服务“被观众滥用来寻找性伴侣”后采取的，在MCMC完成对该案的调查之前，可能会被禁止。
在2011年斋月开始时，八度空间播出了三则公共服务公告，被批评为种族主义和侮辱华人。被广告描绘了一名华人妇女在斋月期间公开进食，穿着不端庄和不文明的衣服，目的是影响非穆斯林相应地遵守斋戒月。在受到各方的批评后，包括被广告冒犯的穆斯林，他们最终被撤回。

## 外部連結
- 八度空間官方Tonton電視節目網站 （页面存档备份，存于）
- 八度空間官方Youtube（页面存档备份，存于）
- 八度空间每月节目表（页面存档备份，存于）
- 八度空间官方小红书用户
- 八度空间的Instagram帳戶
- 八度空间的Facebook專頁
- 八度空间的TikTok